# Axylia dispalata
Axylia dispalata är en fjärilsart som beskrevs av Swinhoe 1891. Axylia dispalata ingår i släktet Axylia och familjen nattflyn. Inga underarter finns listade i Catalogue of Life.